# Präfekturuniversität Aichi

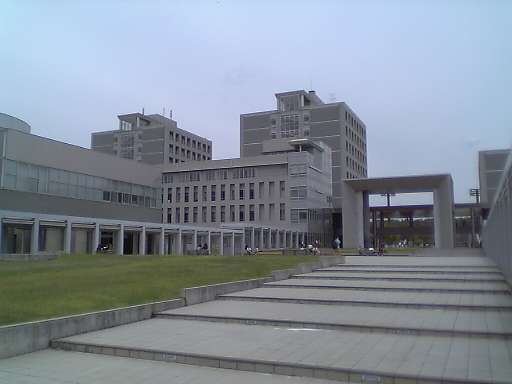
Nagakute-Campus

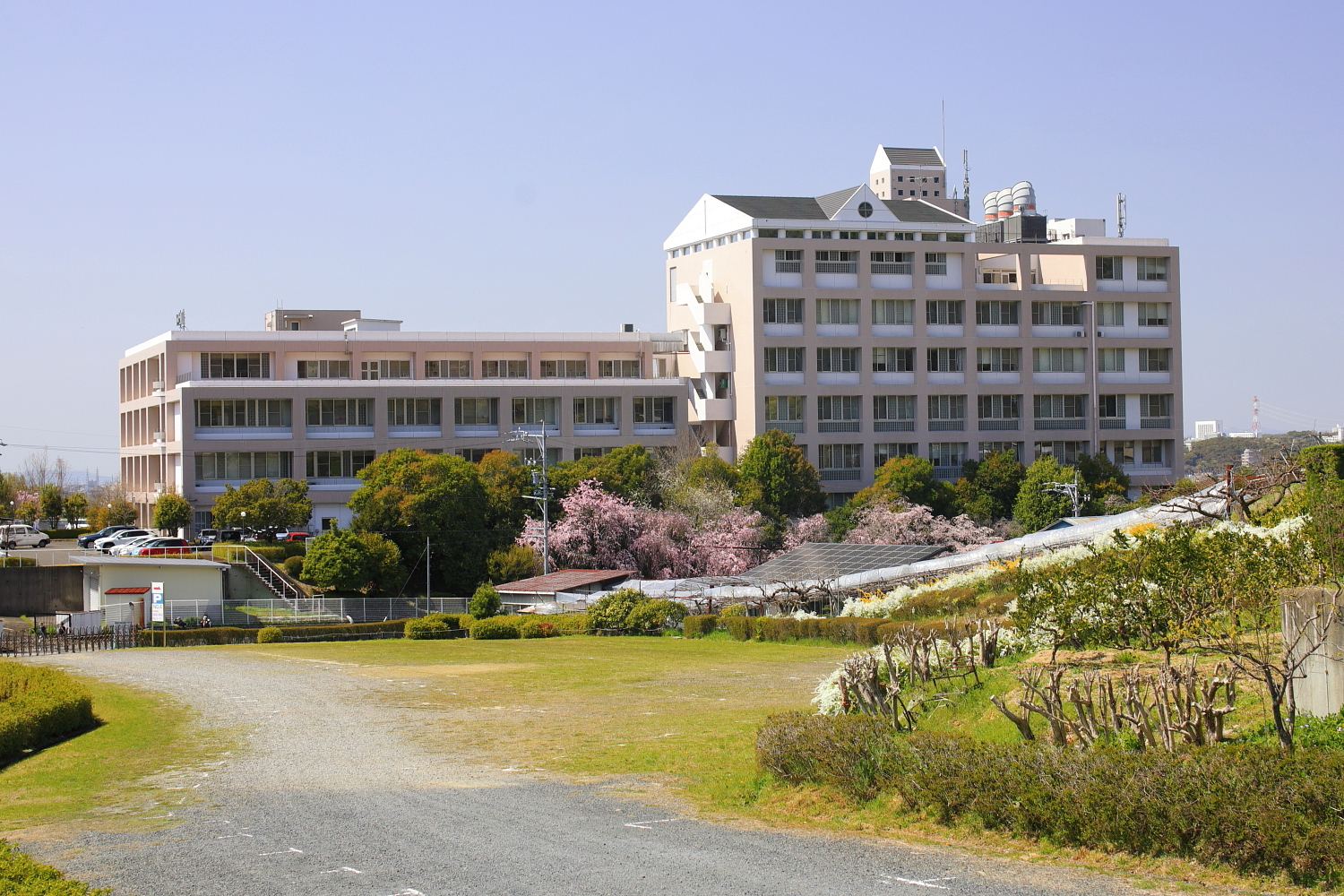
Moriyama Campus

Die Präfekturuniversität Aichi (jap. 愛知県立大学, Aichi-kenritsu daigaku; engl. Aichi Prefectural University) ist eine japanische Universität in öffentlicher Trägerschaft. Der Hauptcampus befindet sich in Nagakute, Präfektur Aichi. Zwei kleinere Nebenstandorte befinden sich im benachbarten Nagoya. Sie wurde 1966 gegründet.

## Geschichte
Als Vorgängerorganisation wurde 1947 die Präfekturfachschule für Frauen (Aichi-kenritsu joshi senmon gakkō) gegründet. Im Zuge einer staatlichen Bildungsreform wurde diese 1950 in die Frauen-Kurzzeituniversität Aichi (Aichi joshi tanki daigaku) umgewandelt. 1957 folgte die Eröffnung der Präfekturfrauenuniversität Aichi (Aichi-kenritsu joshi daigaku) mit vierjährigen Studiengängen. Im Jahre 1966 wurde diese für Männer geöffnet und erhielt ihren heutigen Namen. Organisatorisch handelte es sich dabei um die Eröffnung einer neuen Universität mit gleichzeitiger Schließung der Frauenuniversität. Die Frauen-Kurzzeituniversität bestand parallel dazu zunächst weiter.

Der Hauptcampus befand sich ursprünglich in Nagoya. Der Umzug nach Nagakute an den heutigen Standort erfolgte im Jahre 1998. Im Jahre des Umzugs wurden auch erstmals Masterstudiengänge eingeführt. Die Promotionsstudiengänge folgten im Jahre 2002. 2001 wurde die Frauen-Kurzzeituniversität geschlossen.

2007 wurde eine neue Trägergesellschaft als juristische Person gegründet (kōritsu daigaku hōjin), die für den Betrieb der damals drei von der Präfektur getragenen Hochschulen (Präfekturuniversität Aichi, Präfekturhochschule für Krankenpflege Aichi und Präfekturkunsthochschule Aichi) zuständig wurde. 2009 wurde die Präfekturhochschule für Krankenpflege Aichi mit der Präfekturuniversität zusammengelegt und zu einer Fakultät dieser.

## Fakultäten und andere Einrichtungen
- Nagakute-Campus (in Nagakute)
  - Fakultät für Fremdsprachen
  - Fakultät für japanische Kulturwissenschaften
  - Fakultät für Erziehungs- und Sozialwissenschaften
  - Fakultät für Informatik
  - Universitätsbibliothek
  - Rechenzentrum
  - Zentrum für Wissenschafts- und Kulturaustausch
  - Forschungseinrichtung für lebenslange Entwicklung
- Moriyama-Campus (in Moriyama, Nagoya)
  - Fakultät für Krankenpflege
- Satellite Campus (in Nakamura, Nagoya)

## Verkehrsanbindung
Nagakute-Campus: Linimo Haltestelle Aichikyūhaku-kinen-kōen, Präfekturstraßen 6 und 209

Moriyama-Campus: JR-Bahnhof Kōzōji

Satellite Campus: Bahnhof Nagoya